# Mandato británico de Palestina vs. Líbano (1940)

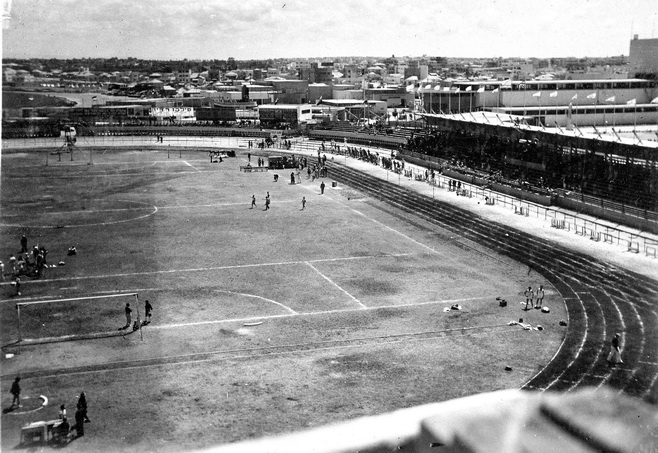
El Estadio Maccabiah de Tel Aviv, sede del partido.

Mandato británico de Palestina vs. Líbano fue un partido amistoso de fútbol entre las selecciones del Mandato británico de Palestina y del Líbano disputado el 27 de abril de 1940 en el Estadio Maccabiah de Tel Aviv. Fue el primer encuentro internacional del Líbano, y el último del Mandato británico de Palestina antes de convertirse en la selección de Israel en 1948. Arbitrado por John Blackwell del Ejército Británico, el partido fue visto por 10 000 espectadores y terminó con una victoria por 5-1 para el equipo local.
Mandato británico de Palestina anotó en el segundo minuto del partido, y amplió su ventaja 10 minutos después con un tiro penal. Dos goles más del equipo local antes del fin de la primera mitad dejaron el marcador en el parcial de 4-0. El conjunto local se vio obligado a realizar una sustitución obligatoria en el descanso debido a una lesión, lo que obstaculizó su control del juego, y en el quinto minuto de la segunda parte, el delantero libanés Camille Cordahi anotó para convertir el primer gol internacional del Líbano en su historia. Werner Kaspi marcó su segundo tanto de la jornada al minuto 60, y el partido finalizó 5-1.
El siguiente partido internacional para el Líbano llegó 13 años después en los Juegos Panarábicos de 1953 contra Siria. En 1948 el equipo del Mandato británico de Palestina se convirtió formalmente en la selección de Israel, con el establecimiento del Estado de Israel. Disputaron su siguiente partido internacional en un amistoso contra Chipre en 1949. Shalom Shalomzon fue el único jugador en hacer otra aparición internacional, ya que actuó para Israel en un amistoso no oficial contra la selección olímpica de los Estados Unidos en 1948.

## Antecedentes

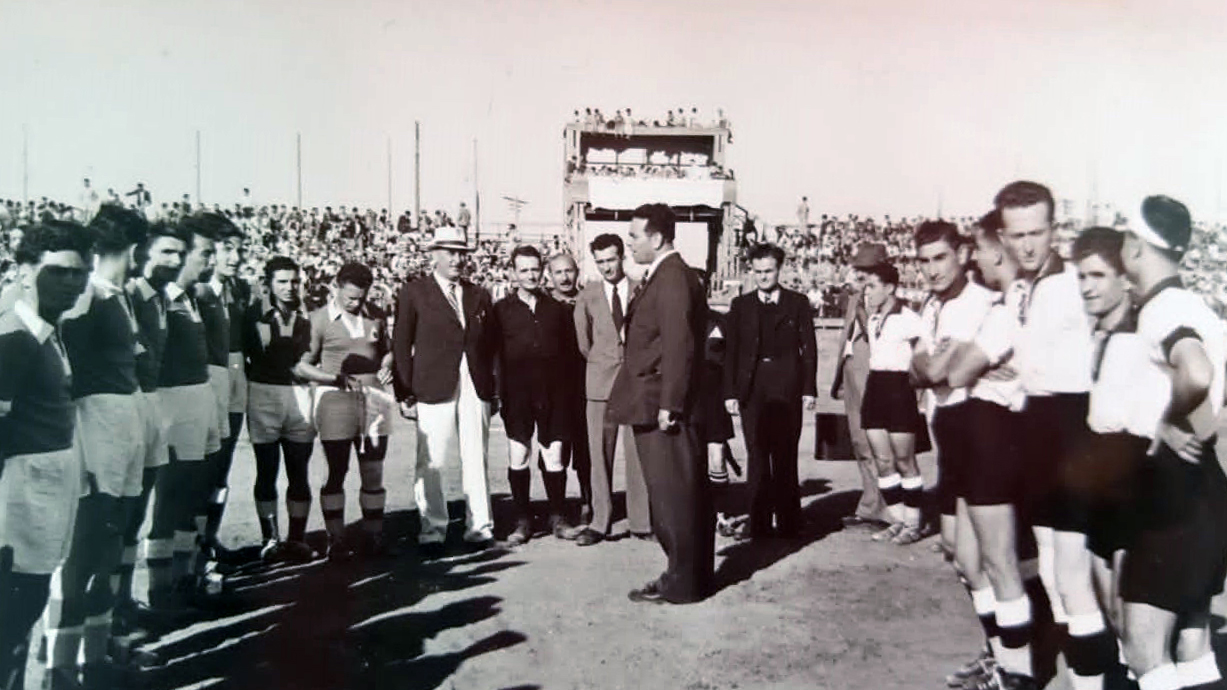
Formaciones de los equipos del Mandato británico de Palestina (izquierda) y del Líbano (derecha), antes del encuentro.

Durante la década de 1930 el Líbano era un destino habitual para las giras amistosas de los clubes de fútbol del Mandato británico de Palestina. Equipos como Maccabi Tel Aviv, Maccabi Petah Tikva y Maccabi Haifa jugaron regularmente contra equipos de Beirut, Tiro y Sidón. A finales de 1939 el presidente de la Federación de Fútbol de Líbano Jamil Sawaya visitó a familiares en Jerusalén y Jaffa. Sawaya tenía relaciones amistosas con varios presidentes de clubes de fútbol palestinos, y en especial con la Asociación de Fútbol de Palestina. Durante su visita a Jerusalén, Sawaya se reunió con el presidente de la asociación palestina donde organizaron un partido amistoso entre las selecciones del Líbano y del Mandato británico de Palestina en Tel Aviv.
En marzo de 1940 se anunciaron planes para un torneo de fútbol de cuatro equipos con las selecciones del Mandato británico de Palestino y del Líbano, y equipos del Ejército Británico en Palestina y el Ejército de Tierra francés en el Líbano. Sin embargo, con los dos ejércitos puestos en alerta a mediados de abril en anticipación de la batalla de Francia, el torneo fue cancelado y solo se llevó a cabo el partido entre el Mandato británico de Palestino y el Líbano.
El encuentro estaba programado para el 27 de abril de 1940 en el Estadio Maccabiah, ubicado a orillas del estuario del río Yarkon en Tel Aviv. En la víspera del partido, los jugadores del Mandato británico de Palestina, en su mayoría judíos, fueron invitados a tomar té y pasteles en un café en el Bulevar Rothschild. Se les dijo que cada jugador tenía que ir al vestuario del estadio por su cuenta. Los jugadores no entrenaron para el partido y, en el pequeño vestuario, 14 de ellos recibieron la equipación celeste y blanca.
Arthur Baar, entrenador de fútbol austriaco, fue el encargado de seleccionar el equipo del Mandato británico de Palestina, enviando las convocatorias a los jugadores. Baar se convirtió en el entrenador de facto debido a que Egon Pollak, el entrenador del equipo en ese momento, se encontraba en Australia. El día del partido Baar invitó a Armin Weiss, entrenador del Maccabi Tel Aviv, para que actuara como entrenador en funciones del juego. Weiss aceptó la tarea, y les dio a los jugadores una charla previa al partido instruyéndoles desde las líneas laterales durante el partido.

## Partido
El encuentro fue el primer partido internacional oficial del Líbano y el último del Mandato británico de Palestina. El Mandato británico de Palestina ya había jugado y perdido anteriormente cuatro partidos oficiales, todos de clasificación para la Copa Mundial de Fútbol —dos en 1934 y dos en 1938—. Líbano, por otro lado, solo había jugado algunos partidos no oficiales antes, sobre todo contra clubes de Rumania —CA Timișoara y CFR Cluj— y Austria —First Vienna y Admira Viena—. El estadio fue decorado con las banderas de ambas naciones, y alrededor de 10 000 espectadores estuvieron presentes, muchos de los cuales eran británicos. El árbitro fue John Blackwell del Ejército Británico.

### Resumen

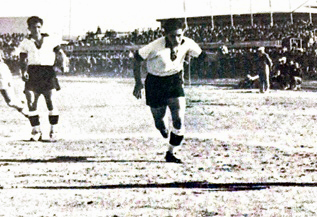
El delantero libanés Camille Cordahi, quien anotó el primer gol de la historia de su selección.

En la primera mitad el Mandato británico de Palestina jugó en contra del viento. En el segundo minuto del partido, el extremo derecho del Mandato británico de Palestina Herbert Meitner anotó contra el portero libanés Nazem Sayad. A esto le siguió un tiro penal de Avraham Schneiderovitz en el minuto 11, que aumentó la ventaja de los locales. Aunque el equipo libanés comenzó a responder en la ofensiva, no logró anotar contra el portero Binyamin Mizrahi, quien atajó varios disparos a portería. Mizrahi fue especialmente aplaudido por la multitud por sus dos atajadas en los minutos 18 y 23. El Mandato británico de Palestina recuperó el control del juego más tarde, y en el minuto 31 Gaul Machlis anotó el tercer gol local. Recibió una asistencia de la banda izquierda y corrió alrededor de la defensa para anotar en un arco vacío. En el minuto 40 Werner Kaspi, el capitán del Mandato británico de Palestina, anotó luego de una jugada personal, y la primera mitad terminó 4-0. Mizrahi salvó ocho tiros de Líbano en la primera mitad, varios de los cuales «sorprendieron a la multitud», mientras que el portero Sayad fue descrito como que «había tenido mucho trabajo».
La segunda mitad, en donde Líbano jugó en contra del viento, fue más equilibrada. El mediocamista del conjunto dueño de casa, Zvi Fuchs, fue sustituido en el entretiempo por el lateral izquierdo Lonia Dvorin tras una lesión, y el lateral izquierdo Yaacov Breir ocupó el puesto de Fuchs. Este cambio obstaculizó el control del juego por parte del Mandato británico de Palestina. El delantero libanés Camille Cordahi anotó contra Mizrahi en el minuto 50, tras una asistencia de Muhieddine Jaroudi. Con esto, Cordahi anotó el primer gol de la historia de la selección del Líbano. Unos momentos después del gol, Jaroudi tiró un centro que Mizrahi interceptó de manera cómoda. El Líbano intentó atacar dos veces más, antes de que el Mandato británico de Palestina dominara otra vez las acciones. En el minuto 60, Kaspi anotó su segundo gol del partido. Tras el gol, el técnico libanés le pidió al técnico del equipo local Arthur Baar que bajara la intensidad de sus dirigidos. Baar declaró más tarde que el entrenador libanés había tratado de mantener las buenas relaciones entre los dos países y pidió no derrotarlos de forma tan abultada. El equipo local comenzó a pasar el balón de un lado a otro, y ganó por un marcador final de 5-1.
El encuentro fue el primer partido internacional del Líbano y su primera derrota. La victoria del Mandato británico de Palestina fue su primera —y única— antes de convertirse en la selección de Israel después de 1948.

### Detalles
| 27 de abril de 1940, 16:00 | Mandato británico de Palestina                                        | 5-1 | Líbano      | Estadio Maccabiah, Tel Aviv                                |                                                            |
|                            | 2' Meitner · 11' (pen.) Schneiderovitz · 32' Machlis · 40', 60' Kaspi |     | 50' Cordahi | Asistencia: 10 000 espectadores Árbitro(s): John Blackwell | Asistencia: 10 000 espectadores Árbitro(s): John Blackwell |

| Mandato británico de Palestina | Líbano |

|             |                                             |     |  |
|             |                                             |     |  |
| POR         | Binyamin Mizrahi (Beitar Tel Aviv)          |     |  |
| DEF         | Shalom Shalomzon (Maccabi Tel Aviv)         |     |  |
| DEF         | Yaacov Breir (Hapoel Haifa)                 |     |  |
| MED         | Zalman Friedmann (Hapoel Tel Aviv)          |     |  |
| MED         | Zvi Fuchs (Maccabi Tel Aviv)                | 46' |  |
| MED         | Haim Reich (Hapoel Tel Aviv)                |     |  |
| DEL         | Herbert Meitner (Hapoel Rishon)             |     |  |
| DEL         | Zvi Erlich (Hapoel Tel Aviv)                |     |  |
| DEL         | Werner Kaspi (Beitar Tel Aviv)              |     |  |
| DEL         | Avraham Schneiderovitz (Maccabi Nes Tziona) |     |  |
| DEL         | Gaul Machlis (Maccabi Tel Aviv)             |     |  |
| Sustitutos: |                                             |     |  |
| POR         | Asi Asher (Hakoah Tel Aviv)                 |     |  |
| DEF         | Lonia Dvorin (Beitar Tel Aviv)              | 46' |  |
| DEL         | Peri Neufeld (Maccabi Tel Aviv)             |     |  |
| Entrenador: |                                             |     |  |
| Arthur Baar |                                             |     |  |

|     |                                   |  |  |
|     |                                   |  |  |
| POR | Nazem Sayad (Trípoli)             |  |  |
| DEF | Yeghishe Darian (DPHB)            |  |  |
| DEF | Antoine Sakr (DPHB)               |  |  |
| MED | Guiragos (Homenetmen)             |  |  |
| MED | Toufic Barbir (DPHB)              |  |  |
| MED | Salah Falah (Hilmi Sports)        |  |  |
| DEL | Muhieddine Jaroudi (Hilmi Sports) |  |  |
| DEL | Nercesse (DPHB)                   |  |  |
| DEL | Camille Cordahi (DPHB)            |  |  |
| DEL | Oksen Ourfalian (Homenetmen)      |  |  |
| DEL | Jerard Ajamian (Homenetmen)       |  |  |

## Sucesos tras el partido

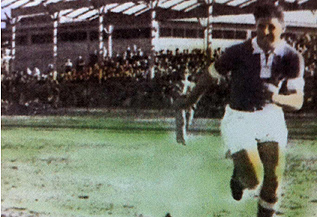
El delantero local Gaul Machlis en una acción del partido.

The Palestine Post describió el encuentro como «bastante unilateral» y afirmó que no había estado a la altura de las expectativas, ya que el equipo local se había mostrado tanto física como técnicamente superior. En general, afirmó el periódico, el equipo del Mandato británico de Palestina jugó de forma eficiente durante todo el partido, con la excepción de los dos laterales, Shalomzon y Dvorin, quienes no mantuvieron su desempeño durante la segunda mitad. A pesar del marcador, el portero local Mizrahi se mantuvo en acción. Con sus dos goles, el capitán Werner Kaspi se convirtió en el primer jugador de la selección de Israel, sucesora del equipo del Mandato británico de Palestina, en marcar un doblete. Tras el partido, los comentaristas expresaron su sorpresa con respecto a la decisión del entrenador Arthur Baar de excluir a Peri Neufeld, dado que era uno de «los jugadores más destacados de Palestina en ese momento».
Aunque los delanteros locales anotaron cinco goles, el portero libanés Sayad hizo muchas paradas, varias «de forma brillante», y tuvo una buena presentación; «[l]os goles que lo superaron habrían vencido a cualquier custodio», escribió The Palestine Post. HaBoker agregó: «El portero libanés no tiene ninguna responsabilidad por los cinco goles y no es culpable de ellos». La ofensiva del Líbano era su «eslabón más débil», continuó el Post, y el centrodelantero Cordahi y el lateral derecho Jaroudi eran los dos únicos que estaban «a la altura del estándar internacional». Aunque el mediocampo del Líbano no fue «muy efectivo», su defensa tuvo un buen cometido, en especial el lateral derecho Yeghishe Darian.
Después del partido los fanáticos palestinos esperaron con entusiasmo fuera del vestuario para saludar a los jugadores. Los dos últimos jugadores en salir del estadio fueron Dvorin, quien apoyó a su compañero lesionado Fuchs. Ambos caminaron hasta el Hospital Hadassah para que Fuchs pudiera recibir tratamiento. Los dos entrenadores acordaron disputar otro partido amistoso, que se jugaría en Beirut, Líbano, en 1941. Sin embargo, este encuentro nunca se disputó.
Líbano no jugó otro partido internacional hasta un encuentro contra Siria en los Juegos Panarábicos de 1953, aunque disputaron varios partidos no oficiales en el intertanto, principalmente contra Damasco XI, y un partido contra un equipo que representaba al Ministerio de Educación de Irak. Israel no disputó su primer partido internacional bajo su nueva identidad hasta 1949, en un amistoso contra Chipre, aunque jugó un encuentro no oficial contra la selección olímpica de los Estados Unidos en 1948.
El partido fue el único partido internacional para los 11 jugadores libaneses. En cuanto a los 12 jugadores del Mandato británico de Palestina involucrados, el partido fue la única aparición de 8 de ellos —Mizrahi, Breir, Fuchs, Meitner, Erlich, Kaspi, Schneiderovitz, Dvorin—, y el último partido de 3 —Friedmann, Reich, Machlis—. Shalomzon, quien hizo su debut internacional, se convertiría en el único jugador del partido en actuar para la selección de Israel —aunque de manera no oficial—, ya que participó en el amistoso de 1948 contra Estados Unidos. En cuanto a los dos suplentes que no entraron al campo, los únicos dos partidos internacionales de Neufeld fueron en las clasificatorias para la Copa Mundial de Fútbol de 1938, en donde marcó una vez, mientras que Asi Asher debutó de forma internacional, ni para el Mandato británico de Palestina ni para Israel.